# Battistero (Grado)
Il battistero di Grado  è un monumento paleocristiano che sorge nel centro storico della città, al fianco della basilica di Sant'Eufemia.
Ha forma ottagonale, con vasca esagonale. La sua costruzione risale al VI secolo.

## Storia

### Origini

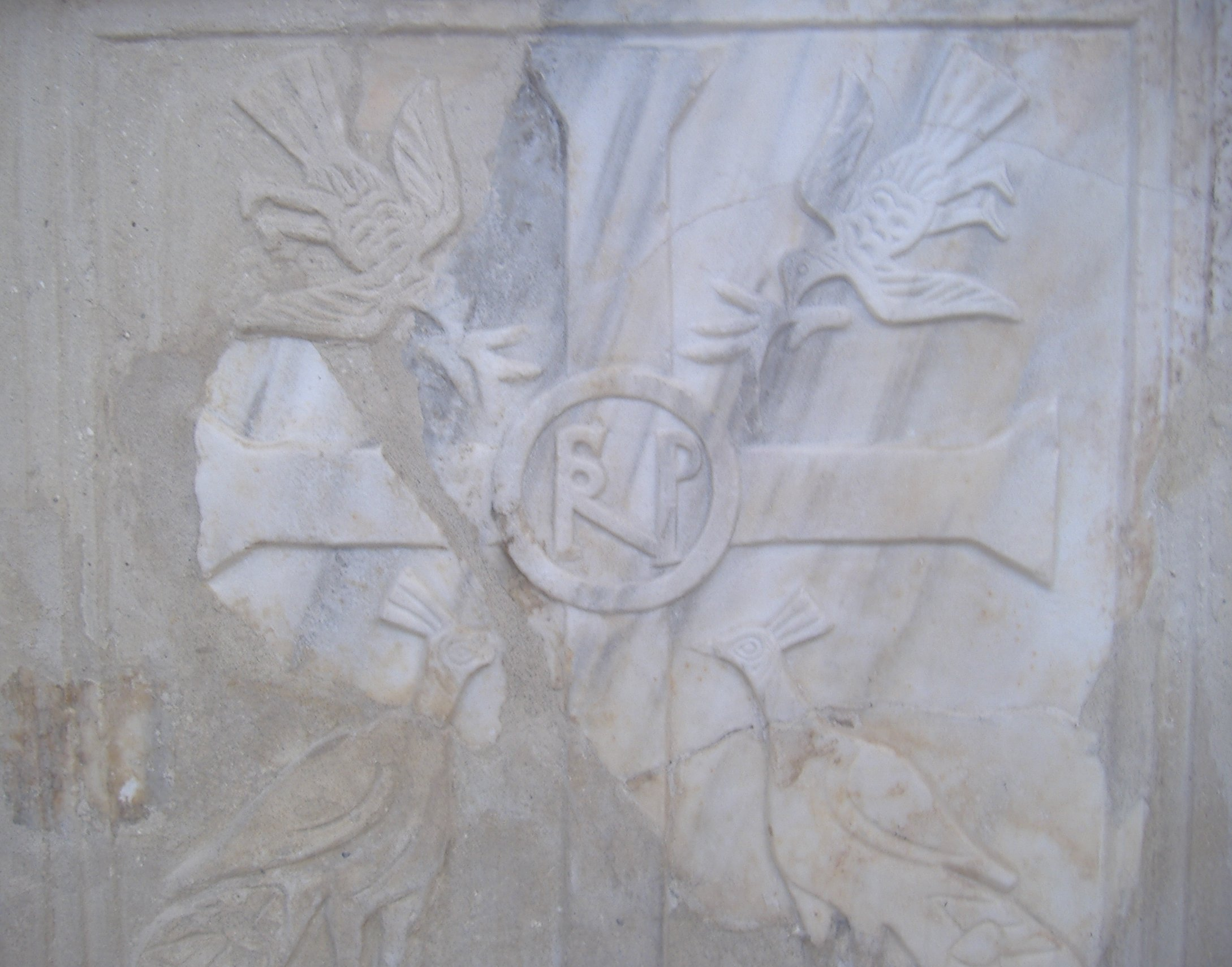
Monogramma di Probino sull'altare

A partire dal IV e dal V secolo, Aquileia, ripetutamente saccheggiata durante le invasioni barbariche, venne progressivamente abbandonata dai suoi abitanti, che si rifugiarono nella vicina Grado. La definitiva decadenza aquileiese venne sancita dal passaggio del patriarca, il romano Paolino I (557-569), nella nuova sede isolana.
Stabilitosi a Grado, Paolino iniziò a progettare una serie di edifici religiosi che dovevano servire la crescente popolazione dell'isola e dare alla città la dignità di sede vescovile. Al suo successore, il beneventano Probino (569-571), si deve il battistero, come testimoniato dal suo monogramma riportato sulla lastra frontale dell'altare, dove colombe e pavoni fanno da cornice a una croce. Dopo Probinio, Elia (571-586/87) completò i lavori con la realizzazione della basilica di Santa Eufemia, della prima chiesa di Barbana e, probabilmente, di una prima restaurazione della basilica di Santa Maria delle Grazie.

### Dal Medioevo a oggi
L'emergere di Venezia come potenza lagunare portò a una lenta decadenza di Grado, che nel corso dei secoli perse la sede vescovile e si ridusse a un semplice villaggio di pescatori. Anche il battistero seguì le vicende dell'abitato e venne ridotto a cappella cimiteriale.
Nel Seicento l'edificio, che nell'alto medio evo era stato dotato di gradinate cerimoniali e di un'arca dedicata a san Giovanni, venne restaurato in stile barocco e così rimase fino al secolo scorso.
Nel 1925 vennero avviati lavori di scavo e restauro che ne riportarono alla luce le forme originarie, sia nell'aspetto esterno che nei semplici interni.

## Arte

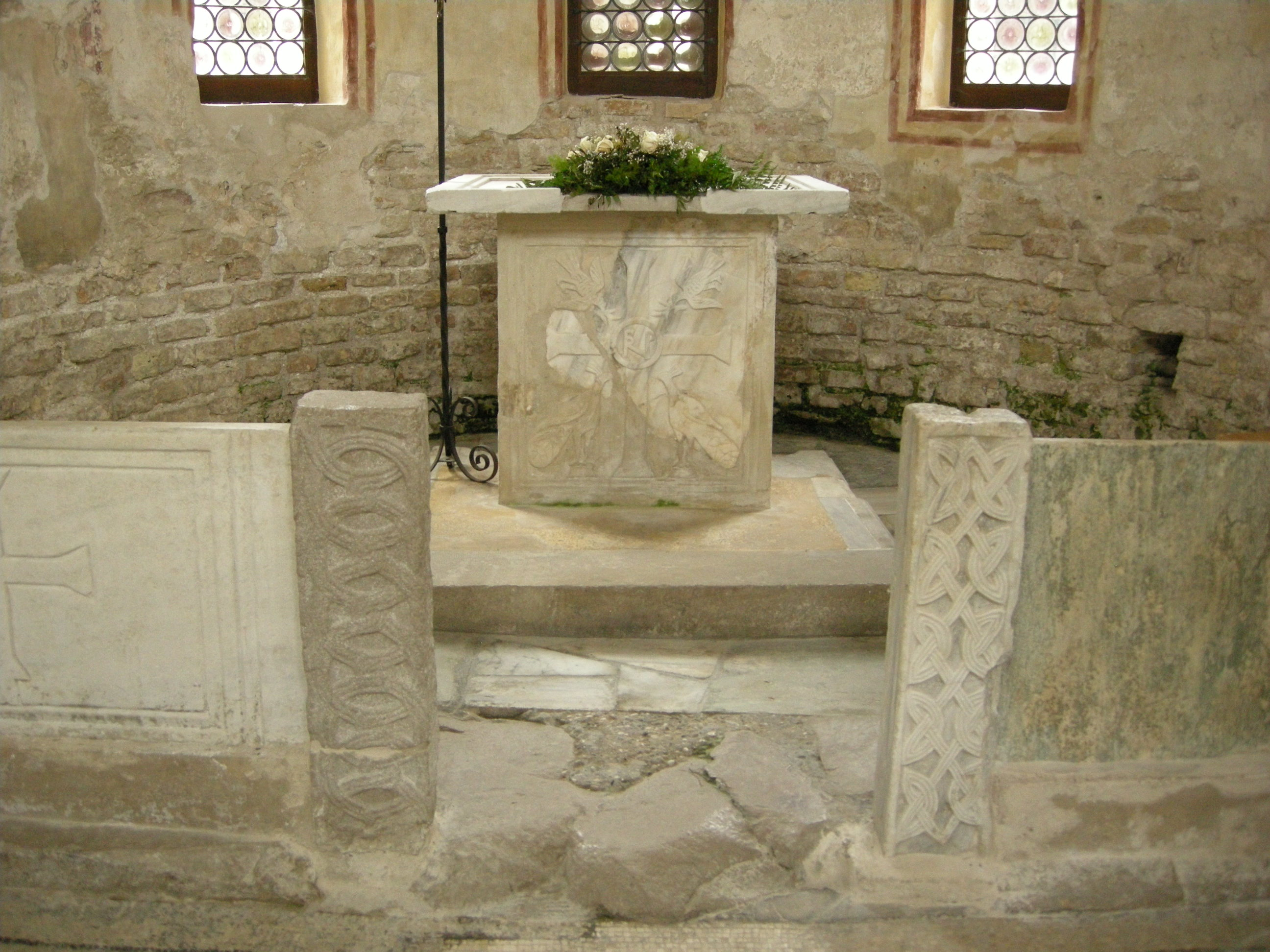
L'altare

### Esterni
L'edificio ha un impianto ottagonale. L'esterno è in cotto ed è dotato di otto alte finestre, una per lato, sotto le quali era presente un portico d'ingresso, oggi perduto.
L'attuale ingresso, rivolto a occidente, è di realizzazione recente, mentre l'antica porta, rivolta a nord-ovest, è stata murata in passato.

### Interni

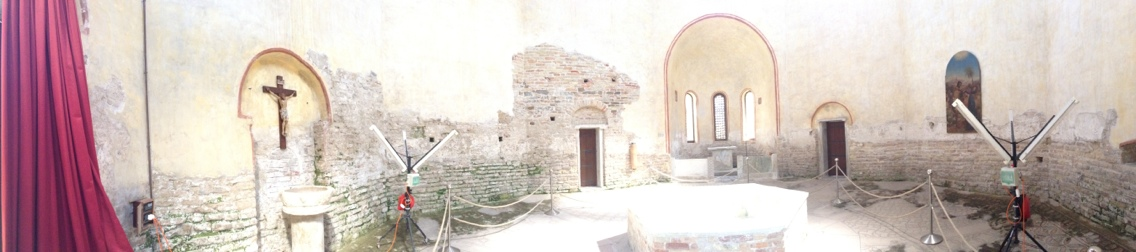
Foto panoramica del battistero

L'interno è molto semplice. Il pavimento è musivo, con decorazioni geometriche e floreali e un'iscrizione, dedicata al cubicularius Sesinio.
Al centro la vasca battesimale è curiosamente esagonale, in contrasto con l'impianto ottagonale dell'edificio. L'altare sorge in un'abside ricavato nel lato orientale: è illuminato da tre finestre ed è decorato con frammenti scultorei.
Il soffitto in legno è stato ricostruito nel 1933 sulla base dell'edificio originario.